# Magnant (Aube)
Magnant település Franciaországban, Aube megyében. Lakosainak száma 163 fő (2022. január 1.). Magnant Bar-sur-Seine, Beurey, Bourguignons, Buxières-sur-Arce, Fralignes, Thieffrain és Villy-en-Trodes községekkel határos.

## Népesség
A település népességének változása:
| Lakosok száma | 202  | 149  | 185  | 182  | 173  | 165  | 162  | 160  | 159  | 163  |
|               | 1968 | 1982 | 1990 | 2006 | 2013 | 2015 | 2017 | 2019 | 2020 | 2022 |